# ۱۸ (قمری)

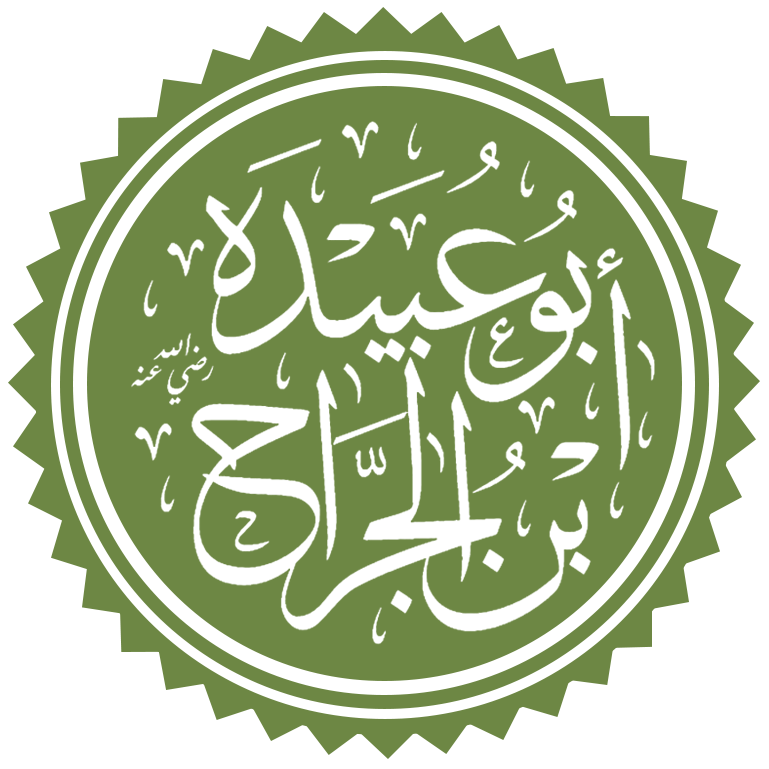
نماد ۱۸ قمری

۱۸ (قمری)، هجدهمین سال در گاهشماری هجری قمری است. اول محرم این سال برابر با پانزدهم ژانویه سال ۶۳۹ میلادی است.

## رویدادها
- همه گیری بیماری طاعون در منطقه عمواس شام که مورخان به آن طاعون عمواس گفته‌اند و همچنین خشکسالی در مدینه
- عمر بن خطاب ، معاویه را به حکومت شام منصوب کرد . پیش از معاویه برادرش یزید بن ابی سفیان و ابوعبیده جرّاح حاکم این منطقه بودند که به علت بیماری طاعون درگذشتند.
- عمروعاص با فرماندهی سپاه مسلمان شهرهای (رفح و عریش) در شبه جزیره سینا، شمال مصر تصرف کرد و سپس لشکریان مصر را شکست داد و پیشروی کرد.
- استفاده از لقب  امیرالمومنین توسط برخی یاران عمر برای وی
- تصدی منصب قضاوت کوفه توسط شریح قاضی به دستور خلیفه دوم

## درگذشتگان
- معاذ بن جبل از اصحاب پیامبر
- ابوعبیده جراح
- یزید بن ابوسفیان
- شرحبیل بن حسنه از اصحاب پیامبر

[:سده ۱ (قمری)]]